# Bob i Carol i Ted i Alice
Bob i Carol i Ted i Alice (ang. Bob & Carol & Ted & Alice) – amerykańska komedia obyczajowa z 1969 roku w reżyserii Paula Mazursky'ego. 

## Fabuła
Tytułowi Bob i Carol oraz Ted i Alice to dwa zaprzyjaźnione małżeństwa. Czworo przyjaciół pod wpływem Boba – obytego twórcy filmów dokumentalnych – zaczyna kierować się w swoim życiu szeroko rozumianą otwartością i szczerością w dziedzinie panujących obyczajów, odrzucając tradycyjne standardy. Dotyczy to głównie sfery seksualnej ich życia.  

## Obsada aktorska
- Natalie Wood – Carol Sanders
- Robert Culp – Bob Sanders
- Elliott Gould – Ted Henderson
- Dyan Cannon – Alice Henderson
- Horst Ebersberg – kochanek Carol
- Lee Bergere – Emilio
- Donald F. Muhich – psychoanalityk
- Noble Lee Holderread Jr. – Sean Sanders
- K. T. Stevens – Phyllis
- Celeste Yarnall – Susan
- Lynn Borden – Cutter

i inni.

## Odbiór
Pełnometrażowy debiut reżyserski Paula Mazursky'ego spotkał się z entuzjastycznym przyjęciem widzów i okazał się być komercyjnym sukcesem. W niecały rok po premierze, w sierpniu 1970 dochody z jego rozpowszechnia w kinach amerykańskich wyniosły 12 mln., a z początkowych 2 tys. kin jego dystrybucja obejmowała już 8 tys. ekranów. W 1969 roku był szóstym, najbardziej dochodowym filmem w Stanach. Przyniósł spory dochód – jego koszt produkcji zwrócił się 16-krotnie. Sam reżyser nazwał go filmem z którego jest najbardziej dumny. 
Film spotkał się z mieszanymi recenzjami krytyków. Ogólnie były one jednak pozytywne i entuzjastyczne. Znany amerykański krytyk filmowy Roger Ebert pisał na łamach Chicago Sun-Times: "Geniusz Bob i Carol i Ted i Alice polega na zrozumieniu szczególnej natury kryzysu moralnego Amerykanów w tej grupie wiekowej oraz zrozumieniu, że można go rozpatrywać jako komedię". 
Obecnie (2023), w ponad pół wieku po premierze, w rankingu popularnego, filmowego serwisu internetowego Rotten Tomatoes obraz posiada wysoką, 82-procentową, pozytywną ocenę "czerwonych pomidorów".

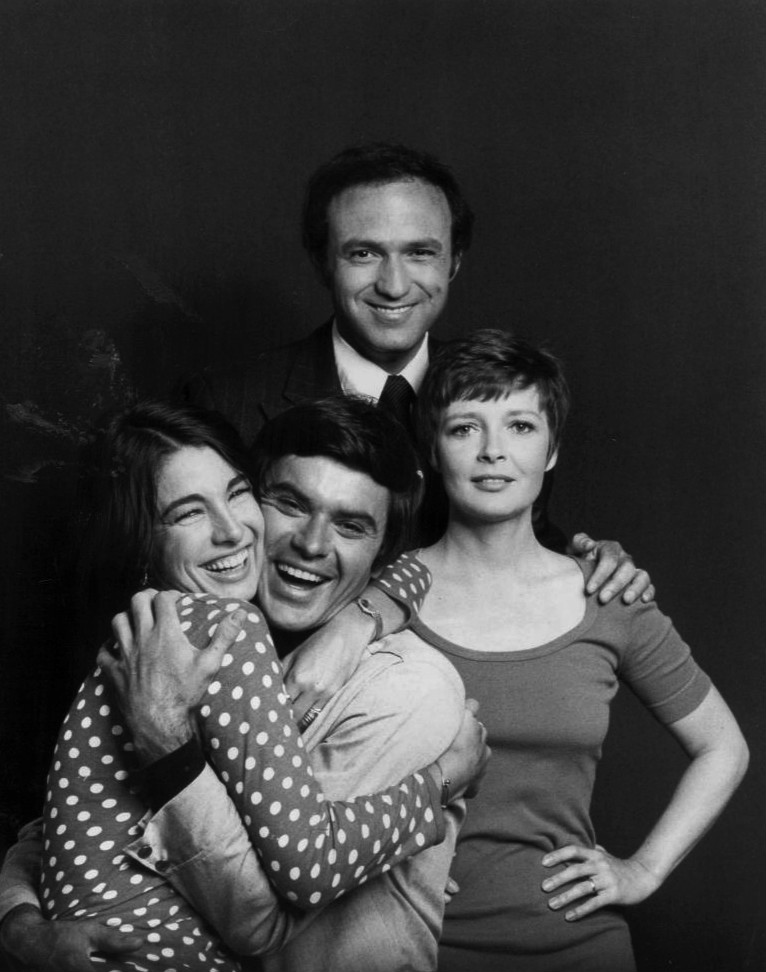
Fotos serialu TV opartego na wersji kinowej, przedstawiający głównych bohaterów (od lewej: Anne Archer – Carol, Robert Urich – Bob, David Spielberg – Ted, Anita Gillette – Alice

W 1973 roku powstał 12-odcinkowy serial TV pod tym samym tytułem. W tym samym roku był emitowany na antenie stacji ABC. W rolę Boba wcielił się Robert Urich, Carol – Anne Archer, Teda – David Spielberg, Alice – Anita Gillette

## Nagrody i nominacje[7]
Film otrzymał kilka nominacji i nagród świata filmu, spośród których do najbardziej prestiżowych można zaliczyć: 
Oscar
- nominacja w kategorii najlepszy aktor drugoplanowy dla Elliotta Goulda
- nominacja w kategorii najlepsza aktorka drugoplanowa dla Dyan Cannon
- nominacja w kategorii najlepszy scenariusz najlepszy scenariusz dla Paul Mazursky and Larry Tucker
- nominacja w kategorii najlepsze zdjęcia dla Charlesa Langa

BAFTA
- nominacja w kategorii najlepszy aktor pierwszoplanowy dla Elliotta Goulda
- nominacja w kategorii najlepszy scenariusz dla Paula Mazursky'ego i Larry'ego Tuckera

Złoty Glob
- nominacje w kategoriach: najlepsza aktorka w filmie komediowym lub musicalu i najbardziej obiecujący debiut aktorski dla Dyan Cannon

- Nagroda Narodowego Stowarzyszenia Krytyków Filmowych dla Paula Mazursky'ego i Larry'ego Tuckera za najlepszy scenariusz

Inne
- nagrody Stowarzyszenia Nowojorskich Krytyków Filmowych dla Elliotta Goulda za najlepszą męską rolę drugoplanową i dla Dyan Cannon za najlepszą żeńską rolę drugoplanową oraz dla Paul Mazursky and Larry Tucker za najlepszy scenariusz

- Nagroda Amerykańskiej Gildii Scenarzystów dla Paula Mazursky'ego i Larry'ego Tuckera za najlepszy scenariusz komediowy

## Ścieżka dźwiękowa
Autorem muzyki do filmu był Quincy Jones. Zawierała ona m.in. utwory w wykonaniu Jackie DeShannon i Sarah Vaughan. Znalazły się w niej również dzieła muzyki klasycznej autorstwa Georga Händela. Ścieżka dźwiękowa została wydana na płycie w 1969 roku. 